# Xtrac Limited

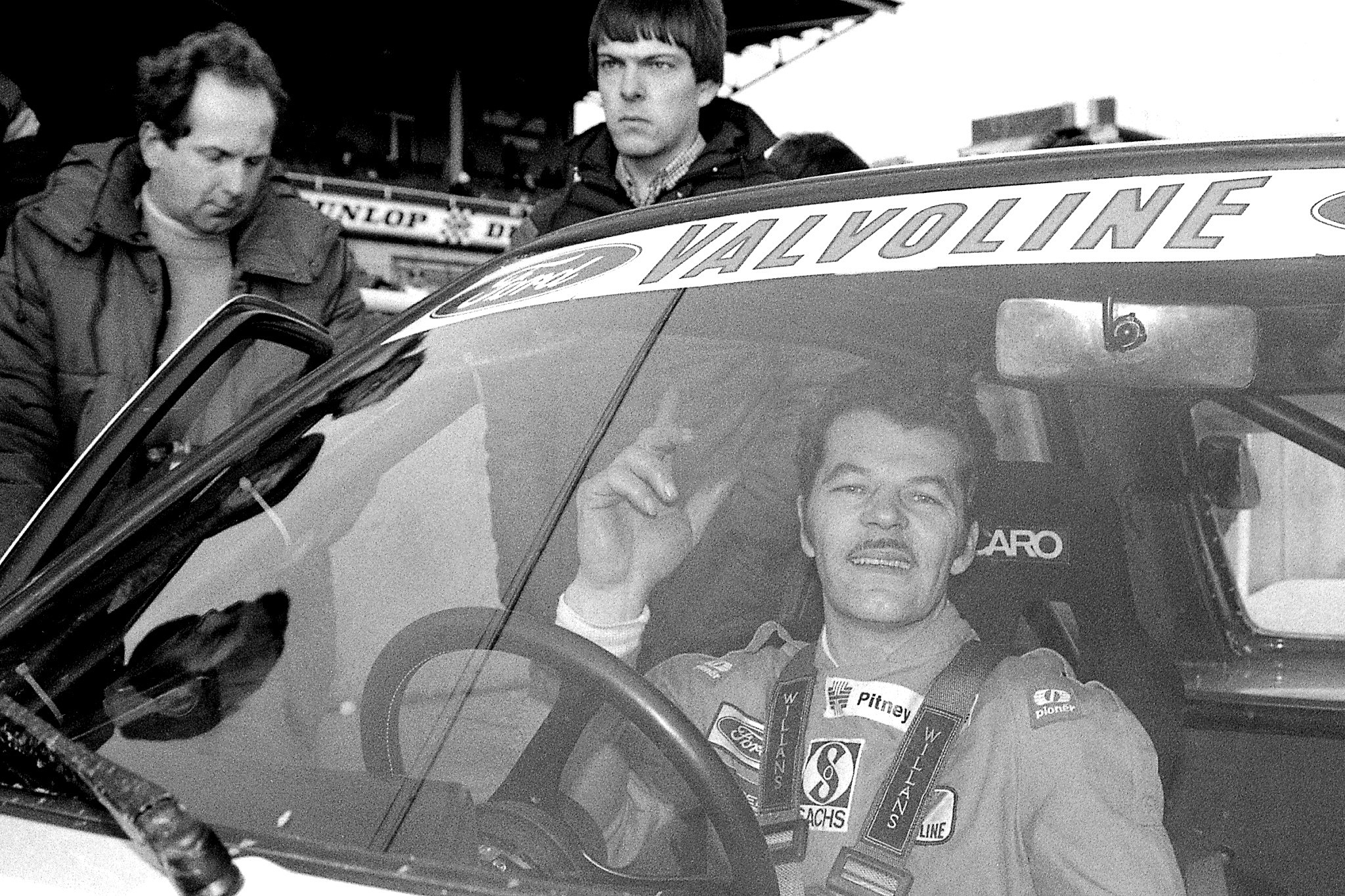
Gran Premio British Rallycross de 1983: Martin Schanche y Mike Endean (izquierda) presentan el Xtrac No. 1 a la prensa

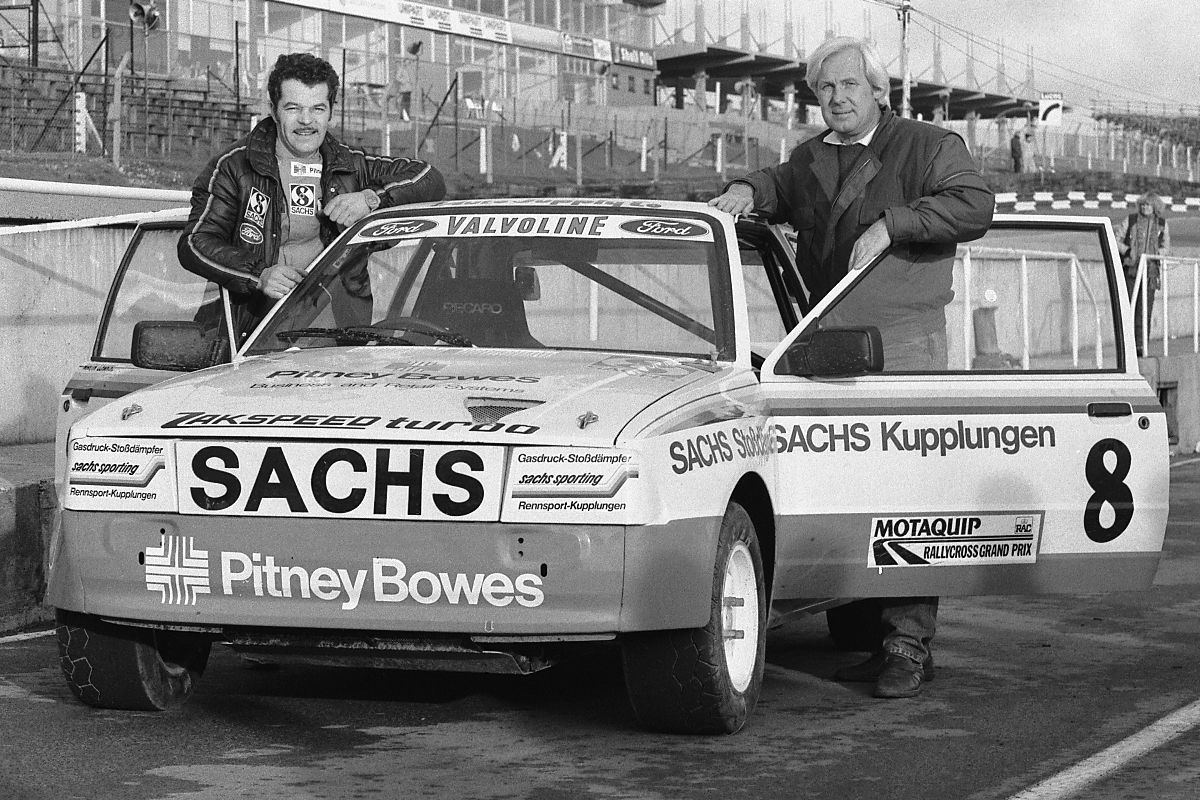
Martin Schanche y Erich Zakowski de Zakspeed fotografiados en el British Rallycross GP 1983 en Brands Hatch con el llamado Xtrac No. 1, un Ford Escort Mk3 4WD preparado para rallycross

Xtrac Limited, también conocida como Xtrac Transmission Technology, es una empresa de ingeniería británica fundada en 1984 por el ex ingeniero de Hewland Mike Endean para fabricar sistemas de tracción a las cuatro ruedas (4x4) y cajas de cambios para rallycross y, posteriormente, coches de rally y de carreras. Endean, junto con Chris Goddard, que había estado trabajando en los componentes electrónicos esenciales para el sistema, desarrolló en 1983 el primer sistema Xtrac 4x4, para la estrella noruega del rallycross Martin Schanche, quien había pensado en la idea de un sistema 4x4 hidráulico intercambiable (su Ford Escort Mk3 Xtrac-Zakspeed, ganador del Campeonato de Europa de Rallycross en 1984, tenía una relación continuamente variable entre ejes tractores [Delantero:Trasero] desde 28:72 hasta 50:50) y financió su desarrollo. Este coche de 560 caballos de potencia, denominado Xtrac No. 1, fue comprado por Endean a mediados de la década de 1990, quien lo pilotó durante muchos años en pruebas de esprint y de montaña.
"Xtrac comenzó a fabricar cajas de cambios a mediados del final de la década de 1980 para los entonces nuevos coches de rally del Grupo A desde sus instalaciones originales en Wokingham, y luego continuó haciéndolo después de mudarse en 1986 a una nueva fábrica de 20 000 pies cuadrados (1858 m²) en Finchampstead".
En 2000, Xtrac construyó una fábrica de alta tecnología a medida de 88 000 pies cuadrados (8175 m²) en Thatcham, Berkshire, Inglaterra, y actualmente suministra componentes a muchos sectores de alto nivel del deporte del motor, incluidos monoplazas de F1, prototipos y GT, IndyCar, Grand-AM, coches de rally y turismo. En 2010, la compañía suministró su caja de cambios completa 1044 (diseñada y desarrollada en solo seis meses), a tres equipos de F1: Lotus, Virgin y HRT. La caja estaba acoplada al motor Cosworth CA2010. Xtrac también es socio oficial para las cajas de cambios del equipo de Fórmula 1 Mercedes AMG Petronas desde la temporada 2010.
Además de abastecer a muchos clientes de deportes del motor de alto perfil, Xtrac se ha expandido en otras áreas, como la automoción, la marina y la aeroespacial. El Pagani Huayra usaba la transmisión Xtrac 1007 AMT.
En 2020 se anunció que Xtrac suministraría cajas de cambios como parte de la unidad de potencia para el deportivo híbrido de resistencia Le Mans Daytona h con Bosch, suministrando la unidad generadora y Williams Advanced Engineering suministrando las baterías.